# مانازورو، کاناگاوا
مانازورو، کاناگاوا (به لاتین: Manazuru, Kanagawa) یک منطقهٔ مسکونی در ژاپن است که در Ashigarashimo District واقع شده‌است. مانازورو ۷٫۰۲ کیلومترمربع مساحت و ۷٬۹۶۲ نفر جمعیت دارد.